# F-1 Trillion Tour
F-1 Trillion Tour es la sexta gira de conciertos del cantautor y rapero estadounidense Post Malone, realizada para promocionar su sexto álbum de estudio F-1 Trillion (2024). La gira comenzó el 8 de septiembre de 2024 en West Valley City, Utah y está prevista a terminar el 30 de diciembre de 2024 en el festival Wild Horses en San Diego, California, recorriendo únicamente Estados Unidos. Malone anunció el álbum el 18 de junio de 2024 y la gira una semana después. El dúo de country alternativo Muscadine Bloodline canceló fechas de su propia gira para actuar como teloneros en F-1 Trillion Tour.

## Repertorio
1. «Wrong Ones»
2. «Finer Things»
3. «Circles»
4. «What Don't Belong To Me»
5. «Guy For That»
6. «Chemical»
7. «California Sober»
8. «M-E-X-I-C-O»
9. «Candy Paint»
10. «Fallin' In Love»
11. «Who Needs You»
12. «Two Hearts»
13. «Stay»
14. «I Fall Apart»
15. «Better Now»
16. «Texas Tea» (interpretada únicamente el 8 de septiembre)
17. «Psycho»
18. «Losers» (interpretada solo en algunos conciertos)
19. «Yours»
20. «White Iverson»
21. «Ain't How It Ends» (interpretada solo en algunos conciertos)
22. «Go To Hell»
23. «I Had Some Help»
24. «rockstar»
25. «Congratulations»

Encore
1. «Sunflower»

## Fechas
| Día                      | Ciudad           | Lugar                                     | Acto de apertura    | Entradas vendidas | Recaudación |
| ------------------------ | ---------------- | ----------------------------------------- | ------------------- | ----------------- | ----------- |
| Estados Unidos           |                  |                                           |                     |                   |             |
| 8 de septiembre de 2024  | West Valley City | Utah First Credit Union Amphitheatre      | Muscadine Bloodline | 36,664 / 36,664   | $4,619,309  |
| 9 de septiembre de 2024  | West Valley City | Utah First Credit Union Amphitheatre      | Muscadine Bloodline | 36,664 / 36,664   | $4,619,309  |
| 12 de septiembre de 2024 | Noblesville      | Ruoff Music Center                        | Muscadine Bloodline | 23,984 / 23,984   | $3,054,280  |
| 14 de septiembre de 2024 | Siracusa         | Empower Federal Credit Union Amphitheater | Muscadine Bloodline | 19,479 / 19,479   | $2,236,672  |
| 16 de septiembre de 2024 | Bangor           | Maine Savings Amphitheater                | Muscadine Bloodline | 13,793 / 13,793   | $2,054,094  |
| 18 de septiembre de 2024 | Boston           | Fenway Park                               | Muscadine Bloodline | 34,062 / 34,062   | $5,342,294  |
| 20 de septiembre de 2024 | Hershey          | Hersheypark Stadium                       | Muscadine Bloodline | 29,612 / 29,612   | $4,789,635  |
| 21 de septiembre de 2024 | Hartford         | Xfinity Theatre                           | Muscadine Bloodline | 23,775 / 23,775   | $2,220,982  |
| 23 de septiembre de 2024 | Saratoga Springs | Saratoga Performing Arts Center           | Muscadine Bloodline | 22,142 / 22,142   | $2,341,753  |
| 25 de septiembre de 2024 | Scranton         | The Pavilion at Montage Mountain          | Muscadine Bloodline | 15,216 / 15,216   | $1,438,269  |
| 29 de septiembre de 2024 | Wantagh          | Jones Beach Theater                       | Muscadine Bloodline | 12,780 / 12,780   | $2,412,586  |
| 1 de octubre de 2024     | Cuyahoga Falls   | Blossom Music Center                      | Muscadine Bloodline | 19,884 / 19,884   | $2,495,773  |
| 4 de octubre de 2024     | Virginia Beach   | Veterans United Home Loans Amphitheater   | Muscadine Bloodline | 19,591 / 19,591   | $2,230,743  |
| 5 de octubre de 2024     | Raleigh          | Coastal Credit Union Music Park           | Muscadine Bloodline | 19,708 / 19,708   | $2,114,098  |
| 7 de octubre de 2024     | Charlotte        | PNC Music Pavilion                        | Muscadine Bloodline | 18,048 / 18,048   | $2,059,363  |
| 9 de octubre de 2024     | Charleston       | Credit One Stadium                        | Muscadine Bloodline | 11,407 / 11,407   | $2,197,600  |
| 11 de octubre de 2024    | Atlanta          | Cellairis Amphitheatre at Lakewood        | Muscadine Bloodline | 18,153 / 18,153   | $1,920,806  |
| 13 de octubre de 2024    | Rogers           | Walmart Arkansas Music Pavilion           | Muscadine Bloodline | 10,730 / 10,730   | $1,550,724  |
| 15 de octubre de 2024    | Pelham           | Oak Mountain Amphitheatre                 | Muscadine Bloodline | 9,898 / 9,898     | $1,477,133  |
| 17 de octubre de 2024    | Orange Beach     | The Wharf Amphitheater                    | Muscadine Bloodline | 9,143 / 9,143     | $2,013,926  |
| 19 de octubre de 2024    | Nashville        | Nissan Stadium                            | Muscadine Bloodline | 46,386 / 46,386   | $6,727,554  |
| 22 de octubre de 2024    | The Woodlands    | Cynthia Woods Mitchell Pavilion           | Muscadine Bloodline | 31,101 / 31,101   | $4,010,419  |
| 23 de octubre de 2024    | The Woodlands    | Cynthia Woods Mitchell Pavilion           | Muscadine Bloodline | 31,101 / 31,101   | $4,010,419  |
| 26 de octubre de 2024    | Austin           | Germania Insurance Amphitheater           | Muscadine Bloodline | 24,095 / 24,095   | $3,690,559  |
| 27 de octubre de 2024    | Austin           | Germania Insurance Amphitheater           | Muscadine Bloodline | 24,095 / 24,095   | $3,690,559  |
| 30 de diciembre de 2024  | San Diego        | Petco Park                                | N/A                 | N/A               | N/A         |
| Total                    | Total            | Total                                     | Total               | 469,651 / 469,651 | $62,998,572 |